# Maria Angelica Razzi
Maria Angelica Razzi, född före 1549, död efter 1560, var en italiensk konstnär.
Hon var verksam som skulptör. Hon var nunna och känd för sina heliga statyetter av terrakotta. 